# VM Motori
VM Motori – włoski producent silników wysokoprężnych. Firma powstała w 1947, a jej siedziba znajduje się w Cento, w regionie Emilia-Romania, w północnych Włoszech. Obecnie jest to joint venture pomiędzy grupą Fiat a General Motors. 

## Historia
Firma VM Motori została założona w 1947 przez dwóch włoskich przedsiębiorców – Claudio Vancini i Ugo Martelli. Nazwa firmy powstała od pierwszych liter ich nazwisk.
W 1947 VM Motori zbudowała pierwszy we Włoszech chłodzony powietrzem silnik Diesla z bezpośrednim wtryskiem paliwa. W 1964 powstała seria chłodzonych powietrzem silników Diesla przeznaczonych do łodzi rybackich i maszyn przemysłowych. W 1995 firma została przejęta przez Detroit Diesel Corporation. Wkrótce zawarto umowę między VM Motori i Chryslerem na dostarczanie silników do modeli Voyager i Cherokee. W 2000 firma stała się częścią grupy DaimlerChrysler – 51% udziałów miała w niej Penske Corporation, a 49% – DaimlerChrysler. W 2007 50% udziałów przejęła firma General Motors.

## Silniki
Silniki wysokoprężne firmy VM Motori instalowane są w samochodach marki Chrysler (modele Jeep Grand Cherokee i Jeep Wrangler), Maserati (Ghibli), Lancia (Thema i Voyager) oraz londyńskich taksówkach marki LTI. Firma produkuje również silniki do łodzi motorowych, generatorów prądotwórczych i zastosowań przemysłowych.  